# Calamaria virgulata
Espèce
Synonymes
- Calamaria lumbricoidea Schlegel, 1837
- Calamaria brachyura Boulenger, 1895
- Calamaria anceps Werner, 1896
- Calamaria mearnsi Stejneger, 1907
- Calamaria albopunctata Barbour, 1908
- Calamaria quinquetaeniata Despax, 1912
- Calamaria egregia Barbour, 1927
- Calamaria zamboangensis Leviton, 1952

Statut de conservation UICN

 LC  : Préoccupation mineure
Calamaria virgulata  est une espèce de serpents de la famille des Colubridae.

## Répartition
Cette espèce se rencontre :
- à Mindanao, à Palawan et dans l'archipel de Sulu aux Philippines ;
- en Malaisie orientale ;
- à Sumatra, à Nias, dans les îles Riau, au Kalimantan et à Sulawesi en Indonésie.

## Publication originale
- Boie, 1827 : Bemerkungen über Merrem's Versuch eines Systems der Amphibien, 1. Lieferung: Ophidier. Isis von Oken, Jena, vol. 20, p. 508-566 (texte intégral)